# إيليلواني (فلم)
إيليلواني (بالإنجليزية: Elelwani) هُو فيلم دراما جنوب أفريقي صدر سنة 2012 أخرجه نتشافيني ولورولي. فاز الفيلم بجائزتي أفضل تصميم إنتاج وأفضل ممثلة في دور رئيسي في حفل توزيع جوائز الأكاديمية الأفريقية للأفلام في دورته التاسعة. اختير الفيلم ليكون الترشيح الرسمي لجنوب إفريقيا في جائزة الأوسكار لأفضل فيلم بلغة أجنبية في حفل توزيع جوائز الأوسكار السابع والثمانين، لكنه لم يكن ضمن القائمة النهائية للجائزة.

## طاقم التمثيل
- فلورنس ماسيبي في دور إيليلواني.
- فوزي كونين في دور الأمير ثوفيلي.
- موتودي نشيشي.

## روابط خارجية
مقالات تستعمل روابط فنية بلا صلة مع ويكي بيانات